# Kłos zarodnionośny

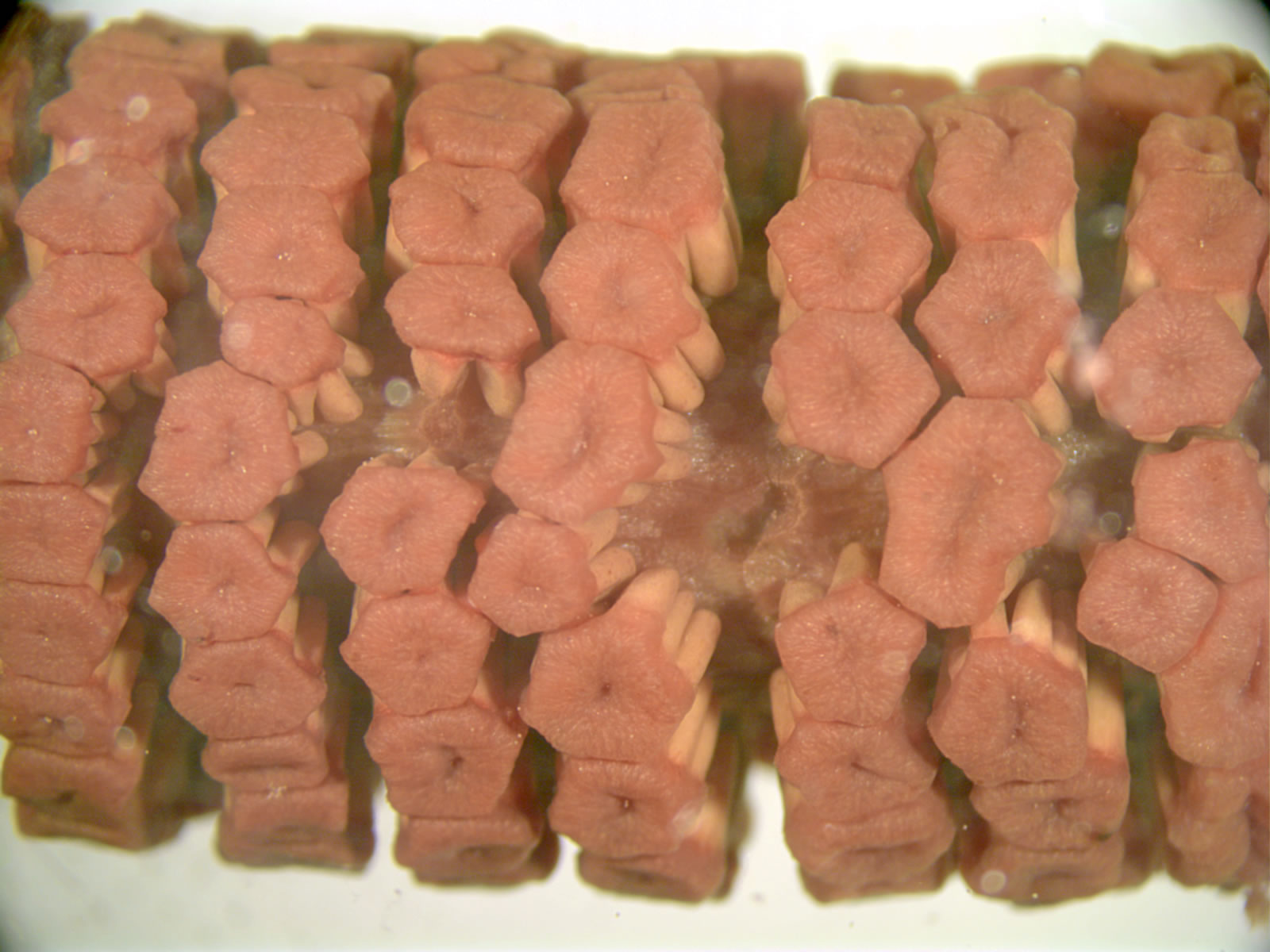
Fragment kłosa zarodnionośnego skrzypu

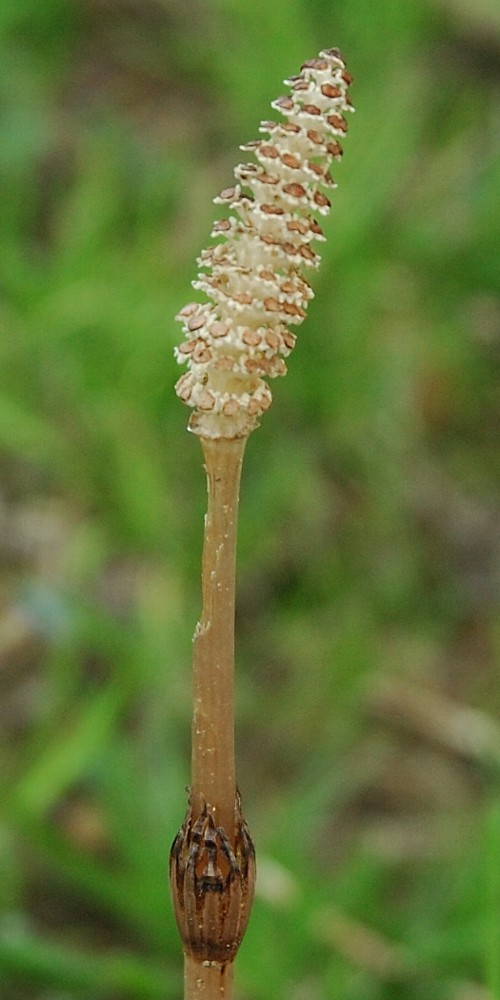
Sporofilostan na szczycie pędu zarodnionośnego u skrzypów

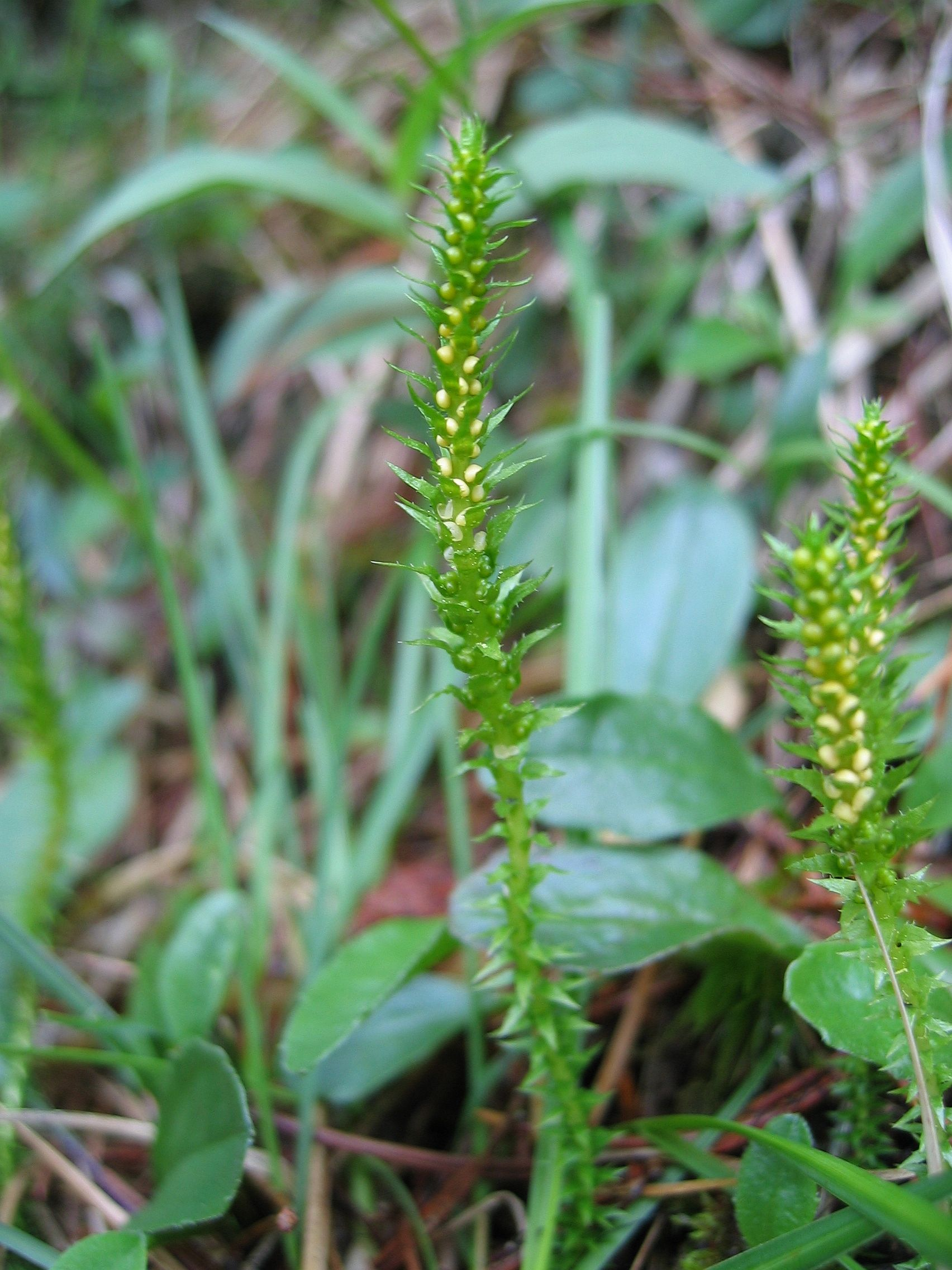
Słabo wyróżniający się sporofilostan widliczki ostrozębnej

Kłos zarodnionośny, kłos zarodniowy, sporofilostan, strobil, strobila – gęste skupienie drobnych liści zarodniowych (sporofilów) na szczycie pędów, mające postać szyszkowatego kłosa. Występuje u skrzypów, widłaków, niektórych paproci, sagowców. W kłosie zarodnionośnym znajdują się zarodnie wytwarzające zarodniki. U niektórych skrzypów kłosy zarodnionośne występują na wyspecjalizowanych pędach zarodnionośnych, u pozostałych roślin kłosy wyrastają na pędach pełniących równocześnie funkcje asymilacyjne. U niektórych gatunków, jak np. u widłaka goździstego sporofilostany są wyraźnie wyodrębnione, a u innych, jak np. u widliczki ostrozębnej, słabo odróżniają się od pędów płonnych. W niektórych przypadkach wyróżnia się makrostrobile (żeńskie), produkujące jedynie makrospory (zarodniki żeńskie) oraz mikrostrobile (męskie), produkujące jedynie mikrospory (zarodniki męskie). 
Morfologia sporofilostanów i tworzących je sporofili, ich wielkość i barwa ma duże znaczenie przy rozpoznawaniu niektórych gatunków roślin.
Określenie strobila (l.mn. strobile) odnosi się także do segmentowanego ciała tasiemców oraz talerzykowatych, młodych meduz powstających w wyniku strobilizacji.